# 小行星13333
小行星13333（13333 Carsenty）是一颗绕太阳运转的小行星，为主小行星带小行星。该小行星于1998年9月17日发现。

## 轨道参数
小行星13333的轨道半长轴为2.4314570 UA，离心率为0.082。